# Referendo constitucional no Senegal em 2016
O Referendo constitucional no Senegal em 2016 foi um referendo constitucional realizado no Senegal em 20 de março de 2016. As alterações propostas à Constituição foram aprovadas por 62% dos eleitores. A maioria votou a favor em treze das quatorze regiões, com apenas a região de Diourbel tendo uma maioria contra.

## Contexto
Um total de 15 alterações foram propostas à Constituição, incluindo:
- Encurtamento do mandato presidencial de sete anos para cinco anos. Ao contrário do desejo do atual presidente Macky Sall, isso só se aplica a partir da próxima eleição presidencial em 2019 em diante.[3]
- Reconhecimento constitucional para o líder da oposição
- Poderes reforçados para as autoridades locais
- Direitos a um ambiente saudável
- Alterações aos direitos sobre a propriedade da terra e dos recursos naturais

## Resultados
| Escolha                              | Votos     | %     |
| ------------------------------------ | --------- | ----- |
| A favor                              | 1.367.592 | 62,64 |
| Contra                               | 815.655   | 37,36 |
| Votos inválidos, nulos ou em branco  | 19.815    | –     |
| Total                                | 2.203.062 | 100   |
| Eleitores registrados e Participação | 5.709.582 | 38,59 |
| Fonte: Direct Democracy (em inglês)  |           |       |